# 昔みたい
『昔みたい』（むかしみたい、原題：Seems Like Old Times）は、1980年のアメリカのコメディ映画。監督はジェイ・サンドリッチ、出演はゴールディ・ホーン、チェビー・チェイス、チャールズ・グローディンなど。
ニール・サイモンが脚本を担当している。

## あらすじ
何かとついていない作家のニック・ガーディーニアは、カリフォルニア州ビッグサーにある友人が所有する海辺の小屋に住んでいる。彼は2人組の銀行強盗に捕まり、カーメルで銀行強盗をさせられる。彼らの手口は、無実の人間を捕まえて銃を突きつけて強制的に銀行強盗をさせ、金を奪い取り、最後は走行中の車から放り出すというものである。不運なことに、ニックは銀行の中でつまずいて助け起こされた時、監視カメラを真正面から見てしまう。
ロサンゼルス地方検事のアイラ・パークスは、銀行でのニックの写真を見た助手のフレッドからそれがパークスの妻の元夫であると教えられる。アイラには州の司法長官になるという願望があるため、このことが自分の選挙運動に悪影響を与えるのではないかと考え、イライラし動揺する。
アイラの妻グレンダも弁護士である。官選弁護人であるグレンダは、自分の運転手兼執事であるチェスターと同様に、被告人に家の周りで雑務を与えて更生させようとすることが多い。法廷での長い一日を終えて帰宅したグレンダは、良い知らせと悪い知らせを同時に知る。アイラが州司法長官に立候補したことと、ニックが絡む事件についてである。彼女はニックが銀行強盗をするなんてことは信じられないので、ニックの弁護をしたいと考える。
道路上で強盗たちから車から放り出され、道路下の斜面を転がり落ちた後、ニックはグレンダとアイラのブレントウッドにある家に必死になって向かい始めるが、途中のガソリンスタンドでうっかりキャンディーを強奪した形になってしまう。グレンダは自宅でのパーティー中に飼い犬を探していると、ガレージに隠れているニックを発見する。彼は助けを求め、彼女は、警察・検察の幹部がパーティに来ている中、彼に食べる物を与えようとする。ニックは何が起こったのかを説明するが、グレンダはニックが自首しない限り手助けはしないと言う。グレンダは最後はガレージの上にある客間でニックが寝ることを許す。
翌日、ニックは自分を陥れた犯罪者を捕まえることを決心する。警察、アイラ、そして元気一杯のメイド、オーロラ・デ・ラ・ホーヤとの口論はあったものの、グレンダはニックが自宅にいたことが露見することを防いだ。彼はグレンダの車を使って強盗を探し始め、その後、彼女の家のガレージの上に再び現れたことから、アイラとグレンダの間で口論が再発する。
アイラは、ニックが自分に銀行強盗を強要した2人組について本当のことを話していることにすぐに気付く。夕食に招待したカリフォルニア州知事がもうすぐ家に到着するという時、グレンダは訴訟の事案への対処に忙しく、オーロラは足の手術を受けたことから知事のお気に入りの料理を作ることが出来ず、そしてチェスターは台所で酒を飲んでいるという有様である。ニックは自首するためにグレンダの家に戻って来るが、自分が知事、アイラ、グレンダ、フレッドの夕食を配膳する羽目になる。夕食会は嫉妬したアイラとニックとの間の殴り合いで終わり、その間、フレッドは殴り倒されてしまう。
ニック、グレンダ、アイラ、オーロラ、そして犬たちは最終的にジョン・チャニング判事の法廷に行くこととなる。判事がパークス家での諸々の出来事に圧倒されている間、警察が銀行強盗を連行してくる。2人組は、ニックの時と同様に、オーロラに銀行強盗を強要しようとして逆に彼女と犬たちに捕まった後、減刑と引き換えにニックの無実を認める。
事件が解決した後も、ニックとグレンダの間にはわだかまりが残っている。彼女はアイラと一緒にいることに決め、ニックに別れのキスをする。少ししてから、アイラとグレンダは事件のことを忘れるために車で旅行に行くことにする。彼らは道路上の牛を避けようとして事故を起こしてしまう。アイラが足を骨折したため、グレンダは助けを求め、明かりが全て点いている小屋を見つける。グレンダがドアを叩くと、出て来たのはニックだった。

## キャスト
| 役名                                  | 俳優                           | 日本語吹替                               |
| 役名                                  | 俳優                           | テレビ朝日版                             |
| ------------------------------------- | ------------------------------ | ---------------------------------------- |
| グレンダ・ガーディーニア・パークス    | ゴールディ・ホーン             | 藤田淑子                                 |
| ニコラス・“ニック”・J・ガーディーニア | チェビー・チェイス             | 羽佐間道夫                               |
| アイラ・J・パークス                   | チャールズ・グローディン       | 富山敬                                   |
| フレッド                              | ロバート・ギローム             | 池田勝                                   |
| ジョン・チャニング判事                | ハロルド・グールド             | 筈見純                                   |
| ステンリー州知事                      | ジョージ・グリザード           | 仁内建之                                 |
| オーロラ                              | イヴォンヌ・ワイルダー         | 片岡富枝                                 |
| チェスター                            | T・K・カーター                 | 塩屋翼                                   |
| ウォーレン・“デックス”・デクスター    | ジャッド・オーメン             | 千田光男                                 |
| B・G・ラモーン                        | マーク・アライモ               | 広瀬正志                                 |
| ガソリンスタンド店員                  | ビル・ザッカート               | 藤本譲                                   |
| ガソリンスタンド店員                  | ジェリー・ハウザー             |                                          |
| 警察官                                | デビッド・ハスケル             | 秋元羊介                                 |
| 警察官                                | クリス・レモン                 | 牛山茂                                   |
| 警察官                                | エド・グリフィス               |                                          |
| トーマス                              | ジョセフ・ランニングフォックス | 中原茂                                   |
| ロバート                              | レイ・トレーシー               | 桜井敏治                                 |
| アン                                  | フェイ・ハウザー               |                                          |
| 銀行窓口係                            | キャロリン・フロムソン         | 吉田美保                                 |
| その他                                | N/A                            | 堀越真己 火野カチコ 牧章子               |
| 日本語版スタッフ                      |                                |                                          |
| 演出                                  | 演出                           | 蕨南勝之                                 |
| 翻訳                                  | 翻訳                           | 山田小枝子                               |
| 調整                                  | 調整                           | 遠西勝三                                 |
| 効果                                  | 効果                           | 石田勝美                                 |
| 作曲                                  | 作曲                           | 佐藤良介                                 |
| 製作                                  | 製作                           | 千代田プロダクション                     |
| 初回放送                              | 初回放送                       | 1989年6月17日 『ウィークエンドシアター』 |

## 作品の評価
Rotten Tomatoesによれば、20件の評論のうち高く評価しているのは70%にあたる14件で、観客の評価は64％である。

### 映画賞
チャールズ・グローディンが第1回ゴールデンラズベリー賞の最低助演男優賞にノミネートされた。